# Rotastruma epispina
Rotastruma epispina (лат.) — вид мелких муравьёв рода Rotastruma из подсемейства Myrmicinae (Formicidae).

## Распространение
Юго-Восточная Азия: Камбоджа, Kampong Thom Province. Этот вид известен только из типового местонахождения. Гнездовую серию собирали с отмершей ветки на нижней части растительности. По-видимому, как и предположил Болтон в 1991 году, семьи полигинны, так как колония R. epispina, обнаруженная в 2010 году внутри мёртвой ветки включала двух бескрылых маток.

## Описание
Мелкие муравьи (длина около 3—4 мм) жёлто-коричневого цвета; первый тергит брюшка с широкой коричневой полосой. От близких видов отличаются следующими признаками: при виде головы анфас затылочный край более или менее плоский, а боковой край прямой или слегка выпуклый; проподеальные шипы на виде в профиль направлены вверх, изогнуты на середине длины в дорсальном виде; петиоль с отчётливым передним стебельком; этот стебелёк длиннее своей высоты. Булава 12-члениковых усиков состоит из 3 сегментов. Нижнечелюстные щупики 5-члениковые, нижнегубные щупики состоят из 3 сегментов. Жвалы треугольные, с 6 зубцами, уменьшающимися в размере от апикального до базального. Наличник со срединным продольным килем; передний край клипеуса с парой волосков около средней точки. Срединная часть наличника широкая кзади, широко вставляется между лобными долями. Лобные доли узкие. Голени средних и задних ног без шпор. Стебелёк между грудкой и брюшком состоит из двух члеников: петиолюса и постпетиолюса (последний четко отделен от брюшка), жало развито.

## Систематика
Вид был впервые описан в 2021 году японскими мирмекологами Shingo Hosoishi (Institute of Tropical Agriculture, Kyushu University, Фукуока) и Seiki Yamane (Haruyama-cho, Kagoshima, Япония) в составе рода, который относится к трибе Crematogastrini (ранее в Formicoxenini). Название вида относится к направленному вверх проподеальному шипу этого вида.